# Abwärts-Effekt

Abb. 1. Schichtenlehre des Aristoteles – Zum besseren Verständnis des Begriffs „Hyle“ (= Materie, Körper) siehe die aristotelische Lehre des Hylozoismus.

Von einem Abwärts-Effekt spricht man in der Psychosomatik und Philosophie, wenn nach der Modellvorstellung der Schichtenlehre Wirkungen beschrieben werden sollen, die von einer ganz bestimmten höheren Schicht ausgehen bzw. hervorgerufen sind und Auswirkungen in einer tieferen Schicht zur Folge haben.(a)

## Beispiele

### Erkenntnis
Fragen der Erkenntnis können als Abwärts-Effekte oder vernunftgesteuerte Erkenntnisprozesse bezeichnet werden. Als Gegenstand des Kritizismus wurden sie durch Immanuel Kant (1724–1804) untersucht. Vernunftgesteuert sind Erkenntnisprozesse insbesondere aufgrund synthetischer Urteile a priori. Der Begriff der „Höhe“ wird auch bei Kant in topologischer Hinsicht verwendet. Er schreibt: ... „alle unsere Erkenntnis hebt von den Sinnen an, geht von da zum Verstande und endigt bei der Vernunft, über die nichts Höheres in uns angetroffen wird“ (KrV B 355). Kant anerkennt somit den Grundsatz des Sensualismus von John Locke (1632–1704). Dieser lautet: „Nihil est in intellectu, quod non prius fuerit in sensibus“ (dt.: Nichts ist im Verstand, was nicht vorher in den Sinnen gewesen wäre.) Diesen Satz hat bekanntlich schon Gottfried Wilhelm Leibniz (1646–1716) dahingehend ergänzt: „Nihil est in intellectu, nisi intellectus ipse“ (dt.: Nichts ist im Verstand, außer dem Verstand selbst.) Auch Kant beschränkte sich nicht auf das sensualistische Prinzip, das durchaus im Sinne des Aufwärts-Effekts zu verstehen wäre. Bei der Verknüpfung von sinnlichem Material zum Zweck der Erkenntnis darf die Rolle der Vernunft dennoch in engerem Sinne als Abwärts-Effekt beschrieben werden, indem den „aufsteigenden“ Sinnesreizen verschiedene Bedeutungen zur Auswahl verfügbar gemacht werden. Aufwärts- und Abwärts-Effekte ergänzen sich wechselseitig und können sich überschneiden. Abwärts-Effekte sind bei der kontextgestützten Ergänzung von mehrdeutigen Wahrnehmungen beteiligt. Sie werden in der Sinnesphysiologie auch als „Top-down-Verarbeitung“ oder als hypothesengesteuerter Prozess der Erkenntnis bezeichnet. Die Konzepte in unserem sprachlich-phonematischen, optisch-bildhaften Gedächtnis, unserem Wissen, unseren Motiven und Erwartungen beeinflussen die Interpretation der sensorischen Daten.

### Deskriptive Psychologie
Eine geisteswissenschaftliche Ausrichtung der Psychologie in Deutschland am Ende des 19. und zu Beginn des 20. Jahrhunderts versuchte neue logische und erkenntnistheoretische Grundlagen zu schaffen, indem sie deduktive Forschungsmethoden anwendete. Damit sollte eine Abwendung und Unterscheidung von empirisch-naturwissenschaftlichen Arbeitsweisen erfolgen. Zu den theoretischen Grundlagen zählte die Annahme, dass das Seelenleben nicht aus einfachen und getrennten Teilen zusammengesetzt sei, sondern in seinen ersten wie in seinen letzten Formen eine stets übergreifende Einheit darstelle. Nach Wilhelm Dilthey (1833–1911) sollte daher auf einfache Teile durch Zergliederung komplexer Tatbestände geschlossen werden, nicht umgekehrt.(a) (b)

### Krankheiten
Die essentielle Hypertonie wird oft als Beispiel für einen psychogenetisch bedingten längerfristig anhaltenden Blutdruckanstieg angenommen. Auch für die Anorexia nervosa werden psychogene Ursachen angenommen, die sich in biologischen Merkmalen äußern, siehe auch → Holy Seven. Nicht nur bei Krankheiten, sondern auch bei Befindlichkeitsstörungen können Abwärts-Effekte als Ausdruck psychogener Ursachen angenommen werden. Hier sind meist psychobiologische Zusammenhänge zu beachten.(b)

## Integrationsebenen

Abb. 2 Psychophysische Korrelation oder Regelkreis zwischen der höheren animalischen Ebene und der niedrigeren vegetativen Ebene

Man kann Abwärts-Effekte nach Thure von Uexküll (1908–2004) auch als Wirkungen beschreiben, die von der komplexeren (höheren) Integrationsebene auf eine weniger komplexe (niedrigere) ausgeübt werden. Abwärts-Effekte entsprechen damit den eigentlichen psychosomatischen Wirkungen im Gegensatz zu den somatopsychischen Effekten, bei denen etwa der Blutdruckabfall nach einem Herzinfarkt zu einer Trübung des Bewusstseins führt (Aufwärts-Effekt).(c)

## Psychophysische Korrelation
Die Modellvorstellung der psychophysischen Korrelation reduziert die unterschiedlichen Ebenen der Integration auf eine psychische und eine physische, siehe Abb. 2.